# Пенола (округ, Міссісіпі)
Шаблон:StateAbbr_ 34°22′ пн. ш. 89°57′ зх. д. / 34.36° пн. ш. 89.95° зх. д.
Округ  Пенола (англ. Panola County) — округ (графство) у штаті Міссісіпі, США. Ідентифікатор округу 28107.

## Історія
Округ утворений 1836 року.

## Демографія
За даними перепису 
2000 року 
загальне населення округу становило 34274 осіб, зокрема міського населення було 9411, а сільського — 24863.
Серед мешканців округу чоловіків було 16408, а жінок — 17866. В окрузі було 12232 домогосподарства, 9019 родин, які мешкали в 13736 будинках.
Середній розмір родини становив 3,25.
Віковий розподіл населення поданий у таблиці:
| Стать    | До 15 років | 15-21 | 22-29 | 30-39 | 40-49 | 50-65 | 65-85 | Понад 85 |
| -------- | ----------- | ----- | ----- | ----- | ----- | ----- | ----- | -------- |
| Чоловіки | 4248        | 2034  | 1690  | 2233  | 2258  | 2349  | 1466  | 130      |
| Жінки    | 4023        | 1967  | 1889  | 2489  | 2402  | 2550  | 2165  | 381      |

## Суміжні округи
- Тейт — північ
- Лафаєтт — схід
- Ялобуша — південний схід
- Таллагачі — південний захід
- Квітмен — захід
- Туніка — північний захід

## Виноски
1. ↑  U.S. Decennial Census. United States Census Bureau. Процитовано 6 листопада 2014.
2. ↑  Historical Census Browser. University of Virginia Library. Архів оригіналу за 11 серпня 2012. Процитовано 6 листопада 2014.
3. ↑  Population of Counties by Decennial Census: 1900 to 1990. United States Census Bureau. Процитовано 6 листопада 2014.
4. ↑  Census 2000 PHC-T-4. Ranking Tables for Counties: 1990 and 2000 (PDF). United States Census Bureau. Процитовано 6 листопада 2014.
5. ↑  State & County QuickFacts. United States Census Bureau. Архів оригіналу за 21 липня 2011. Процитовано 5 вересня 2013.(англ.) Наведено за англійською вікіпедією.
6. ↑  American FactFinder. Бюро перепису населення США. Архів оригіналу за 26 лютого 2012. Процитовано 31 січня 2008.

| США | Це незавершена стаття з географії США. Ви можете допомогти проєкту, виправивши або дописавши її. |